# Kirihito sanka
Kirihito sanka (jap. きりひと讃歌) – manga autorstwa Osamu Tezuki, publikowana na łamach magazynu „Big Comic” wydawnictwa Shōgakukan od 10 kwietnia 1970 do 25 grudnia 1971.

## Fabuła
Nieuleczalna choroba znana jako Monmow, której przypadki występują wyłącznie w wiosce Inugamisawa, położonej w górach prefektury Tokushima, powoduje kurczenie się kości całego ciała oraz jednoczesne ich powiększanie na końcach, co zmienia chorego w istotę przypominającą psa i ostatecznie prowadzi do śmierci. Doktor Tatsugaura ze Szpitala Uniwersytetu M planuje opublikować swoją teorię, według której Monmow jest wirusem, i dzięki niej zdobyć stanowisko prezesa Japońskiego Stowarzyszenia Medycznego. Kirihito Osanai, stażysta w Szpitalu Uniwersytetu M, powszechnie lubiany ze względu na swój pełen pasji charakter, należy do Stowarzyszenia Młodych Lekarzy i z tego powodu jest nieświadomie nielubiany przez Tatsugaurę. Zostaje oddelegowany do zbadania choroby na miejscu, i mimo sprzeciwu swojej narzeczonej Izumi, wyrusza do Inugamisawy.
Wszystko przebiega zgodnie z planem Tatsugaury. Osanai zostaje uwięziony w wiosce i poślubia wiejską dziewczynę imieniem Tazu. Dzięki temu małżeństwu zyskuje ochronę przed gniewem mieszkańców i zostaje zaakceptowany przez większość z nich. Wkrótce potem Osanai zaraża się Monmow. Nawet Izumi, która wyrusza na jego poszukiwania, nie znajduje żadnego śladu jego pobytu. W międzyczasie, z rozkazu Tatsugaury, nazwisko Osanaia zostaje wykreślone z rejestru lekarzy Uniwersytetu M. Osanai, wspierany przez Tazu, która kocha go takim, jakim jest, odkrywa, że przyczyną Monmow jest stara warstwa geologiczna, która rozpuściła się w wodzie rzeki. Udaje mu się przezwyciężyć objawy choroby.
Później Tazu zostaje zamordowana przez gwałciciela. Mimo że Osanai wciąż ma psie rysy twarzy i owłosienie ciała, wyrusza w podróż samopoznania, obiecując, że kiedyś ją pomści. Przeprawia się przez ocean do Tajwanu, a potem do Syrii, błąkając się bez celu. Po drodze doświadcza wielu trudów, w tym utraty Reiki – artystki cyrkowej, która pomogła mu uciec od sadystycznego tajwańskiego milionera.
Tymczasem w Japonii plan Tatsugaury stopniowo się realizuje. Urabe, kolega Osanaia, sprowadza siostrę Helen z południowoafrykańskiego klasztoru, która również zapada na Monmow. Urabe wyjaśnia, że Helen piła skażoną wodę, co potwierdza teorię Osanaia, że Monmow ma charakter endemiczny. Pokazuje ją podczas konferencji medycznej, na której Tatsugaura wygłasza swoją prezentację. W dniu wyborów na prezesa Japońskiego Stowarzyszenia Medycznego Osanai pojawia się na miejscu głosowania i ujawnia intrygę Tatsugaura.
Pomimo ujawnienia prawdy przez Osanaia, Tatsugaura wygrywa wybory, ale wkrótce zapada na Monmow. Odrzucając wszelkie dowody świadczące o tym, że Monmow nie jest wywoływana przez wirusa, zapada w śpiączkę i umiera. Helen rodzi zdrowe, niezdeformowane dziecko Urabe. Historia kończy się powrotem Osanaia (wciąż w swojej przypominającej psa formie) do Syrii, zgodnie z obietnicą daną arabskiej wiosce, której wcześniej pomógł. Izumi postanawia podążyć za nim, a ich przyszłość pozostaje otwarta dla interpretacji czytelnika.